# Кан Се Хван
Кан Се Хван (кор. 강세황; 25 января 1713, Чинджу — 23 января 1791, Сеул) — корейский художник и каллиграф.
Родился в южной части Кореи. Был придворным королевским художником, находился на королевской службе более 60 лет. Является создателем художественного стиля мунинхва.
В 1744 году поселился в городе Ансан, где провёл 30 лет. В 1774 переехал в столицу Кореи, Сеул, где жил до своей кончины. В 1784 посетил Пекин.
Учитель одного из крупнейших корейских художников Танвона.

## Галерея

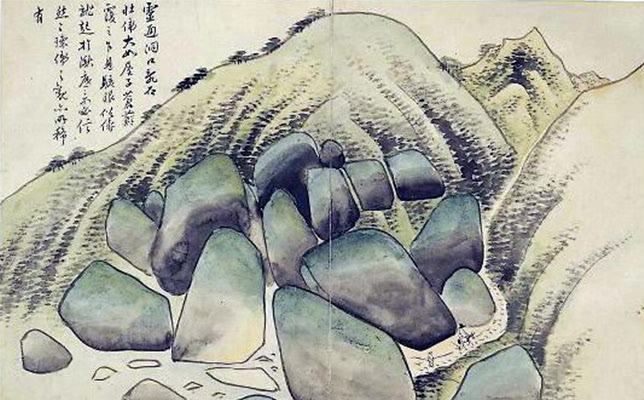